# COCOA (informatica umanistica)
COCOA (acronimo derivato da COunt e COncordance Generation su Atlas) fu una delle prime utility di file di testo e un formato di file ad esso associato per le discipline umanistiche digitali, allora note come informatica umanistica. Si trattava di circa 4000 schede perforate di FORTRAN, create tra la fine degli anni '60 e l'inizio degli anni '70 presso l'University College di Londra e l'Atlas Computer Laboratory di Harwell, nell'Oxfordshire . La funzionalità includeva il conteggio delle parole e la costruzione di concordanze.

## Oxford Concordance Program
Il formato dell'Oxford Concordance Program (OCP) è stato un discendente diretto del COCOA, sviluppato presso l'Oxford University Computing Services. L'Oxford Text Archive contiene articoli in questo formato.

## Sviluppi successivi
Il formato del file COCOA ha una vaga somiglianza con i linguaggi di markup successivi come SGML e XML. Una notevole differenza con i suoi successori è che i tag di COCOA  non sono strutturati ad albero. In quel formato, ogni tipo di informazione e valore codificato da un tag dovrebbe essere considerato vero fino a quando lo stesso tag non cambia il suo valore. I membri della comunità Text Encoding Initiative mantengono il supporto  per COCOA, sebbene la maggior parte dei testi e dei corpora siano già stati convertiti in formati più ampiamente diffusi come TEI XML